# Kestenholz (Szwajcaria)
Kestenholz – miejscowość i gmina w północnej Szwajcarii, w kantonie Solura, w jednostce administracyjnej (Amtei) Thal-Gäu, w okręgu Gäu.

## Demografia
W Kestenholz mieszkają 1873 osoby. W 2022 roku 8,6% populacji gminy stanowiły osoby urodzone poza Szwajcarią. 

## Transport
Przez teren gminy przebiegają autostrada A1 oraz droga główna nr 268.